# Gerardo de Andrade Ponte
Dom Gerardo de Andrade Ponte (Fortaleza, 1 de dezembro de 1924 — 24 de maio de 2006) foi bispo da Igreja Católica no Brasil. Esteve à frente das dioceses de Petrolina, Pernambuco, e de Patos, Paraíba.

## Biografia
Nasceu em Fortaleza, Ceará, no dia 1 de dezembro de 1924. Era o décimo dos quinze filhos de Maria Lehena de Andrade Ponte (1891-1976) e de Frederico Ferreira da Ponte (1887-1964), ambos oriundos de famílias tradicionais do norte do Ceará. Recebeu seu nome de um tio paterno. Seu pai foi comerciante e industrial de sucesso, especialmente no ramo agrícola, chegando a possuir várias fazendas em diversas localidades do estado. A religião tinha grande influência na família. Seu bisavô paterno, Vicente Bezerra de Araújo (1829-1920), foi o construtor da igreja de São Vicente, em Jaibaras, Sobral. Frederico também construiu capelas em suas propriedades e foi um dos grandes colaboradores da atual matriz da paróquia de São Gerardo Majella de Fortaleza. Por parte da mãe, vários parentes seguiram a vida religiosa, como o padre José Juvêncio de Andrade (1866-1947), pároco de Crateús entre 1915 e 1942, que foi prefeito do mesmo município até ser deposto pelo Golpe de 1930. Entre seus irmãos, Paulo Eduardo Andrade Ponte também seguiu vida religiosa e chegou ao episcopado; e Luís Roberto Andrade Ponte foi deputado federal pelo Rio Grande do Sul.
Estudou teologia no então Seminário de Fortaleza (1945-1948). Fez também filosofia no mesmo Seminário de Fortaleza (1942-1944) e na Faculdade de Filosofia do Ceará (1970-1971). Todo o ensino médio foi sempre com os padres lazaristas do Seminário de Fortaleza (1939-1941). O seu ensino fundamental e básico também ali no velho Seminário de Fortaleza.
Foi ordenado sacerdote em 8 de dezembro de 1948 por D. Antônio de Almeida Lustosa. Logo em seguida, passou a exercer a função de vigário cooperador da Paróquia de Nossa Senhora do Patrocínio. Na sequência, foi titular das seguintes paróquias: São José de Ribamar, em Aquiraz, em 1950; Nossa Senhora de Nazaré, no bairro Montese, Fortaleza, de 1952 a 1954, Nossa Senhora do Patrocínio, em 1954. Em outubro de 1955, foi designado para ser pároco da recém-criada paróquia de Nossa Senhora de Fátima, em Fortaleza, onde permaneceu por vinte anos. Entre 1964 e 1966, foi reitor do Seminário da Prainha. Foi um dos fundadores do Colégio São Tomás de Aquino e o dirigiu até 1975.
Em 6 de fevereiro de 1975, foi escolhido pelo papa Paulo VI para substituir D. Antônio Campelo de Aragão à frente da Diocese de Petrolina, em Pernambuco. Sua sagração episcopal ocorreu em 17 de agosto de 1975, oficiada por seu irmão, D. Paulo Ponte, bispo de Itapipoca desde 1971, com o auxílio de D. Miguel Fenelon Câmara Filho, arcebispo-coadjutor de Maceió, e D. Manuel Edmilson da Cruz, bispo-auxiliar de Fortaleza, na Concha Acústica de Petrolina.
Foi o titular daquela diocese por sete anos, até ser resignado para preencher a vaga deixada por D. Expedito Eduardo de Oliveira na Diocese de Patos, Paraíba, em 5 de dezembro de 1983.
Como bispo, defendeu os pobres e oprimidos e criou uma rede de ação em favor da superação da fome e da seca nas duas dioceses Patos e Petrolina, através do PROPAC (Programa de Promoção e Ação Comunitária), o Centro Justiça e Paz, promoveu o Seminário, ordenando dezenas de padres. Incentivou a renovação das paróquias enquanto rede de pequenas Comunidades de Base. Atuou na Rádio Rural de Petrolina e na Rádio Espinharas de Patos com um programa diário ao meio dia. Homem de oração e leitura que doou todos os seus bens à Diocese de Patos e aos pobres. Defensor dos pobres.
Em conformidade com as diretrizes que recomendam a renúncia aos 75 anos, sua resignação ocorreu em 8 de agosto de 2001. Ainda assim, fez questão de permanecer residindo e trabalhando em Patos e, na condição de Bispo Emérito, continuou sendo responsável por boa parte do trabalho de evangelização. Entre os seus grandes atos está a construção da Igreja de Santo Expedito, no bairro das Placas, um templo majestoso de arquitetura invejável entregue a comunidade em outubro de 2004. No fim de 2005, Dom Gerardo lançou um livro intitulado “Lições e Vestígios de uma Jornada de Esperança”.
Em janeiro de 2006, submetido a uma operação de próstata em Patos, sofreu complicações durante o ato cirúrgico, vindo a ser acometido de um acidente vascular cerebral, o que o deixou em coma profundo, vindo a ser transferido em uma UTI no AR, para a cidade de Fortaleza, onde reside a maioria dos seus familiares. Na capital cearense, Dom Gerardo veio a ter algumas melhoras, contudo, mais tarde o quadro evoluiu para pior chegando a óbito, em 24 de maio, no Hospital Cura d'Ars. Seu corpo foi velado na matriz de Nossa Senhora de Fátima, em Fortaleza, e depois transladado para Patos e velado na catedral de Nossa Senhora da Guia, até o fim da tarde de sexta-feira, dia 26 de maio de 2006, quando foi sepultado no interior da mesma.